# Saison 2017 des Reds de Cincinnati
La saison 2017 des Reds de Cincinnati est la 136e saison en Ligue majeure de baseball et la 128e en Ligue nationale pour cette franchise. 
Les Reds complètent 2017 avec la même fiche que la saison précédente, 68 victoires et 94 défaites, et terminent en dernière place de la division Centrale de la Ligue nationale pour la 3e année de suite. C'est aussi une 4e saison perdante consécutive pour eux.
Malgré les mauvaises performances de son équipe, la vedette des Reds Joey Votto connaît l'une de ses meilleures saisons en carrière. Menant une fois de plus le baseball majeur pour la moyenne de présence sur les buts et les buts sur balles, il perd de justesse le vote qui détermine le joueur par excellence de la saison : il prend la seconde place avec seulement deux points de moins que le lauréat Giancarlo Stanton de Miami, dans ce qui est le scrutin le plus serré depuis 1979. Votto reçoit le trophée Lou Marsh de l'athlète de l'année au Canada, devenant le premier joueur de baseball à gagner ce prix plus d'une fois.

## Saison régulière
La saison régulière de 162 matchs des Reds débute le 3 avril 2017 par la venue à Cincinnati des Phillies de Philadelphie pour le match d'ouverture, et se termine le 1er octobre suivant. 

### Classement
| Ligue nationale division Centrale | V  | D  | %    | Diff. | Diff. (séries) |
| --------------------------------- | -- | -- | ---- | ----- | -------------- |
| Cubs de Chicago                   | 92 | 70 | ,568 | -     | -              |
| Brewers de Milwaukee              | 86 | 76 | ,531 | 6     | 1              |
| Cardinals de Saint-Louis          | 83 | 79 | ,512 | 9     | 4              |
| Pirates de Pittsburgh             | 75 | 87 | ,463 | 17    | 12             |
| Reds de Cincinnati                | 68 | 94 | ,420 | 24    | 19             |